# Captured Live!
Captured Live! je koncertní album amerického blues rockového kytaristy Johnny Wintera, vydané v roce 1976.

## Seznam skladeb
1. "Bony Moronie" (Larry Williams) – 6:49
2. "Roll With Me" (Rick Derringer) – 4:48
3. "Rock & Roll People" (John Lennon) – 5:37
4. "It's All Over Now" (Bobby Womack, Shirley Jean Womack) – 5:48
5. "Highway 61 Revisited" (Bob Dylan) – 10:38
6. "Sweet Papa John" (Johnny Winter) – 12:20

## Sestava
- Johnny Winter – kytara, zpěv, harmonika
- Randy Jo Hobbs – baskytara, zpěv
- Richard Hughes – bicí
- Floyd Radford – kytara